# Susangerd
Susangerd – miasto w Iranie, w ostanie Chuzestan. W 2006 roku miasto liczyło 43 591 mieszkańców.